# 达里娅·皮库利克
达里娅·皮库利克（波蘭語：Daria Pikulik，1997年1月6日—），波兰女子自行车运动员，2020年世界场地自行车锦标赛女子全能赛铜牌得主、2023年欧洲场地自行车锦标赛女子全能赛银牌得主和女子捕捉赛铜牌得主。